# Campionati mondiali di bob 1953
I Campionati mondiali di bob 1953, tredicesima edizione della manifestazione organizzata dalla Federazione Internazionale di Bob e Skeleton, si sono disputati a Garmisch-Partenkirchen, in Germania Ovest, sulla Olympia-Bobbahn Rießersee, il tracciato naturale (situato attorno al lago Rießersee) che ha ospitato le gare di bob ai Giochi di Garmisch-Partenkirchen 1936 e le rassegne iridate del 1934 e del 1938 limitatamente al bob a quattro. La località bavarese ha quindi ospitato le competizioni mondiali per la terza volta nel bob a quattro e per la prima nel bob a due uomini.
L'edizione ha visto prevalere gli Stati Uniti e la Svizzera che si aggiudicarono una medaglia d'oro a testa sulle sette assegnate in totale, sopravanzando la Germania Ovest con due argenti e due bronzi e lasciando alla Svezia un bronzo. I titoli sono stati infatti conquistati nel bob a due uomini dagli svizzeri Felix Endrich e Fritz Stöckli e nel bob a quattro dagli statunitensi Lloyd Johnson, Piet Biesiadecki, Hubert Miller e Joseph Smith.

## Risultati

### Bob a due uomini
| Pos. | Atleti                      | Nazione        |
| ---- | --------------------------- | -------------- |
|      | Felix Endrich Fritz Stöckli | Svizzera       |
|      | Anderl Ostler Franz Kemser  | Germania Ovest |
|      | Theo Kitt Lorenz Nieberl    | Germania Ovest |

### Bob a quattro
| Pos.                                                       | Atleti                                                    | Nazione        |
| ---------------------------------------------------------- | --------------------------------------------------------- | -------------- |
|                                                            | Lloyd Johnson Piet Biesiadecki Hubert Miller Joseph Smith | Stati Uniti    |
|                                                            | Anderl Ostler Heinz Wendlinger Hans Hohenester Rudi Erben | Germania Ovest |
|                                                            | Hans Rösch Michael Pössinger Dix Terne Sylvester Wackerle | Germania Ovest |
| Kjell Holmström Walter Aronsson Nils Landgren Jan Lapidoth | Svezia                                                    |                |

## Medagliere
| Posizione | Nazione        | Oro | Argento | Bronzo | Totale |
| --------- | -------------- | --- | ------- | ------ | ------ |
| 1         | Stati Uniti    | 1   | 0       | 0      | 1      |
| 1         | Svizzera       | 1   | 0       | 0      | 1      |
| 3         | Germania Ovest | 0   | 2       | 2      | 4      |
| 4         | Svezia         | 0   | 0       | 1      | 1      |
| Totale    | Totale         | 2   | 2       | 3      | 7      |